# María Stagnero de Munar

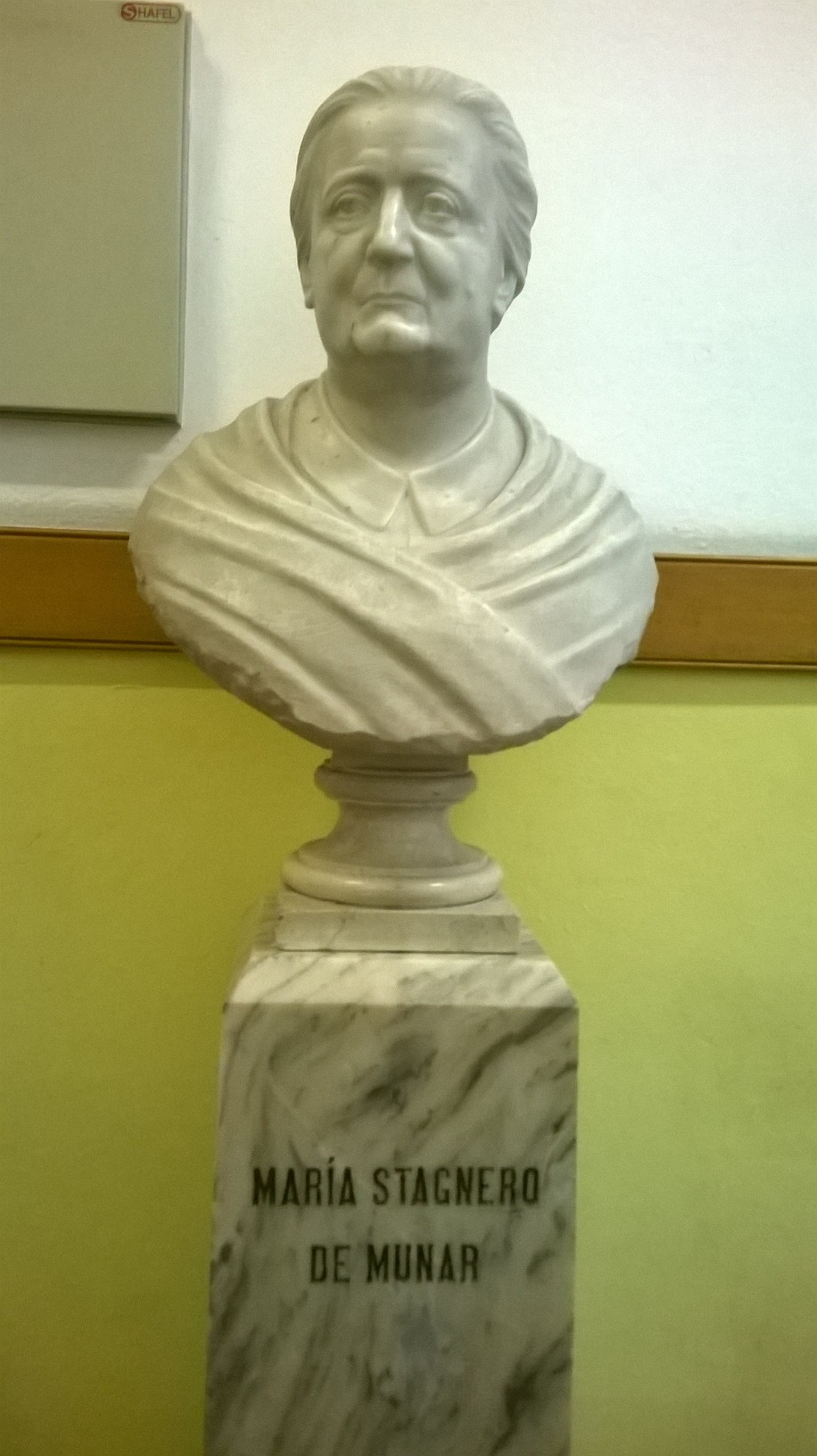
Büste von María Stagnero de Munar im Instituto Normal María Stagnero de Munar

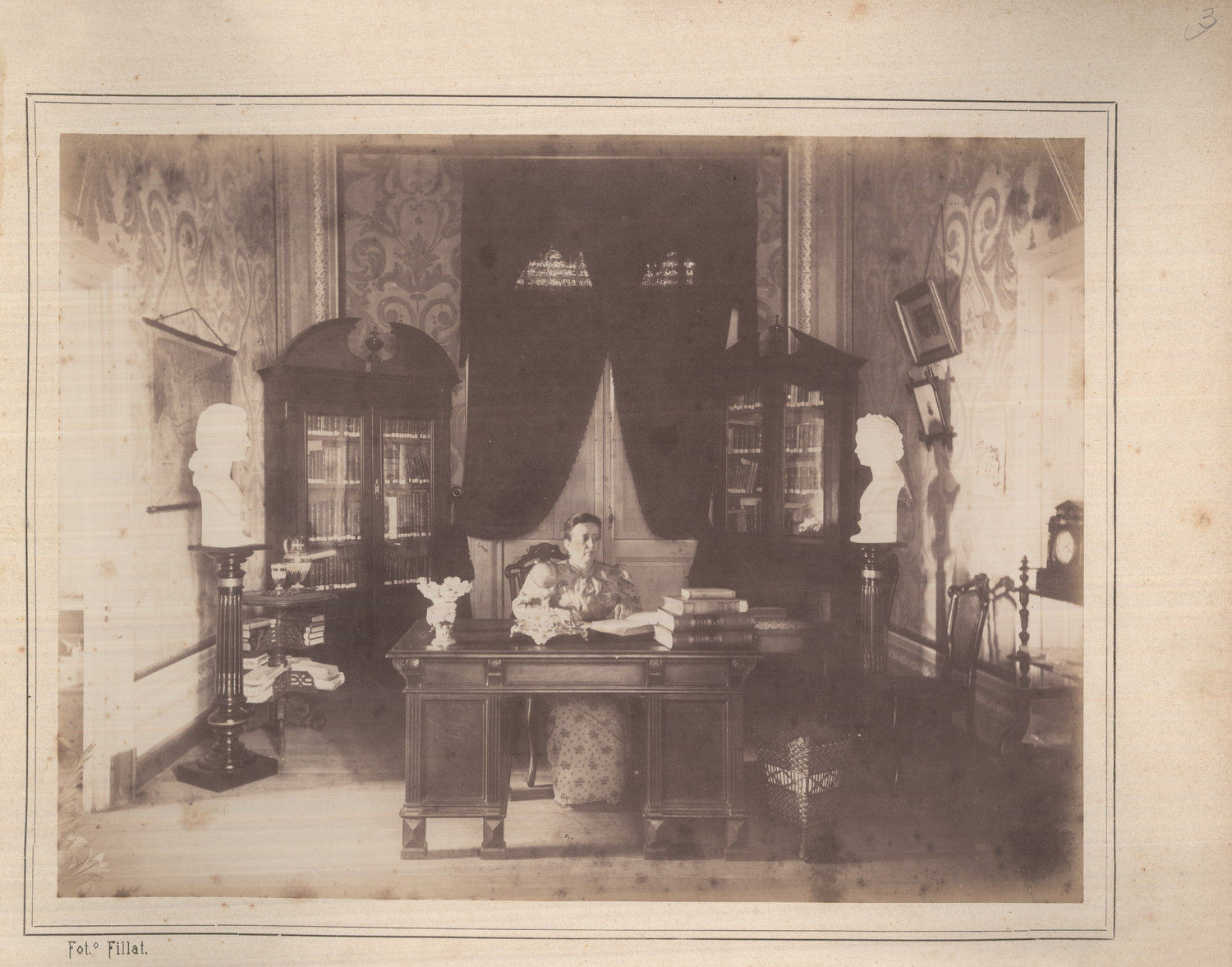
María Stagnero de Munar

María Stagnero de Munar (* 1856 in Montevideo, Uruguay; † 30. August 1922 ebenda) war eine uruguayische Pädagogin und Frauenrechtlerin. Sie war Direktorin der ersten Lehrerinnen-Ausbildungsstätte in Uruguay, des Instituto Normal de Señoritas. 1916 gründete sie zusammen mit ihren ehemaligen Schülerinnen den National Women’s Council of Uruguay.

## Leben und Werk
Stagnero de Munar war die Tochter einer Familie mit begrenzten Mitteln, weshalb sie ihre Schulausbildung erst im Alter von 12 Jahren beginnen konnte. Vier Jahre später trat sie eine Stelle als Assistentin der Schulmeisterin an, und 1874 legte sie die Prüfungen ab, die sie als Grundschullehrerin qualifizierten. 1878 wurde sie nach zusätzlichen Abendkursen an die Sociedad de Amigos de la Educación Popular berufen und wurde Nachfolgerin des kurz zuvor verstorbenen Politikers und Pädagogen José Pedro Varela. Sie war die einzige Frau, die an der Institution unterrichtete.
1882 leitete sie das von Jacobo Varela gegründete Internado Normal de Señoritas, in dem Studentinnen aus den uruguayischen Provinzen im Internat zu Grundschullehrerinnen ausgebildet wurden. Die Studentinnen mussten sich verpflichten zwei Jahre nach ihrer Aufnahme an ihrer ursprünglichen Schule unentgeltlich auszubilden. Zu ihren Studentinnen gehörten Paulina Luisi, Clotilde Luisi, Luisa Luisi, Ines Luisi, Enriqueta Compte i Riqué und María Eugenia Vaz Ferreira. 1898 wurde die Internatspflicht aufgehoben und das Internat wurde in Instituto Normal de Señoritas und 1923 in Stagnero in Instituto Normal María Stagnero de Munar umbenannt. 1912 ging Stagnero de Muna aufgrund einer Herzerkrankung in den Ruhestand. Sie erhielt den Titel Benemerita und wurde als Ehrendirektorin des Instituto Normal de Señoritas ausgezeichnet.
Sie starb am 30. August 1922 in Montevideo und es wurde eine Staatstrauer angeordnet.

## Ehrungen

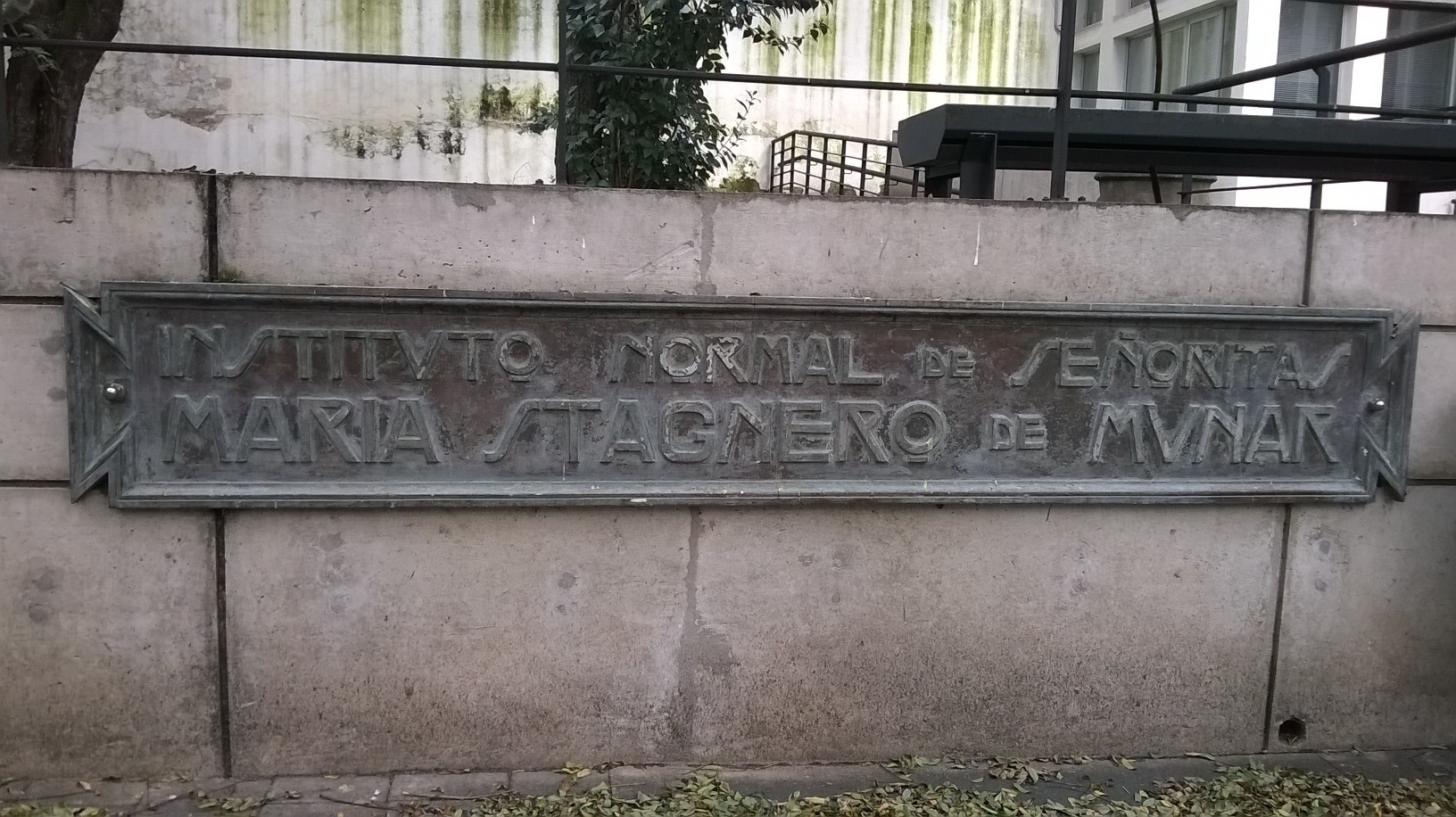
Gedenktafel im Innenhof des Instituto Normal de Señoritas María Stagnero de Munar

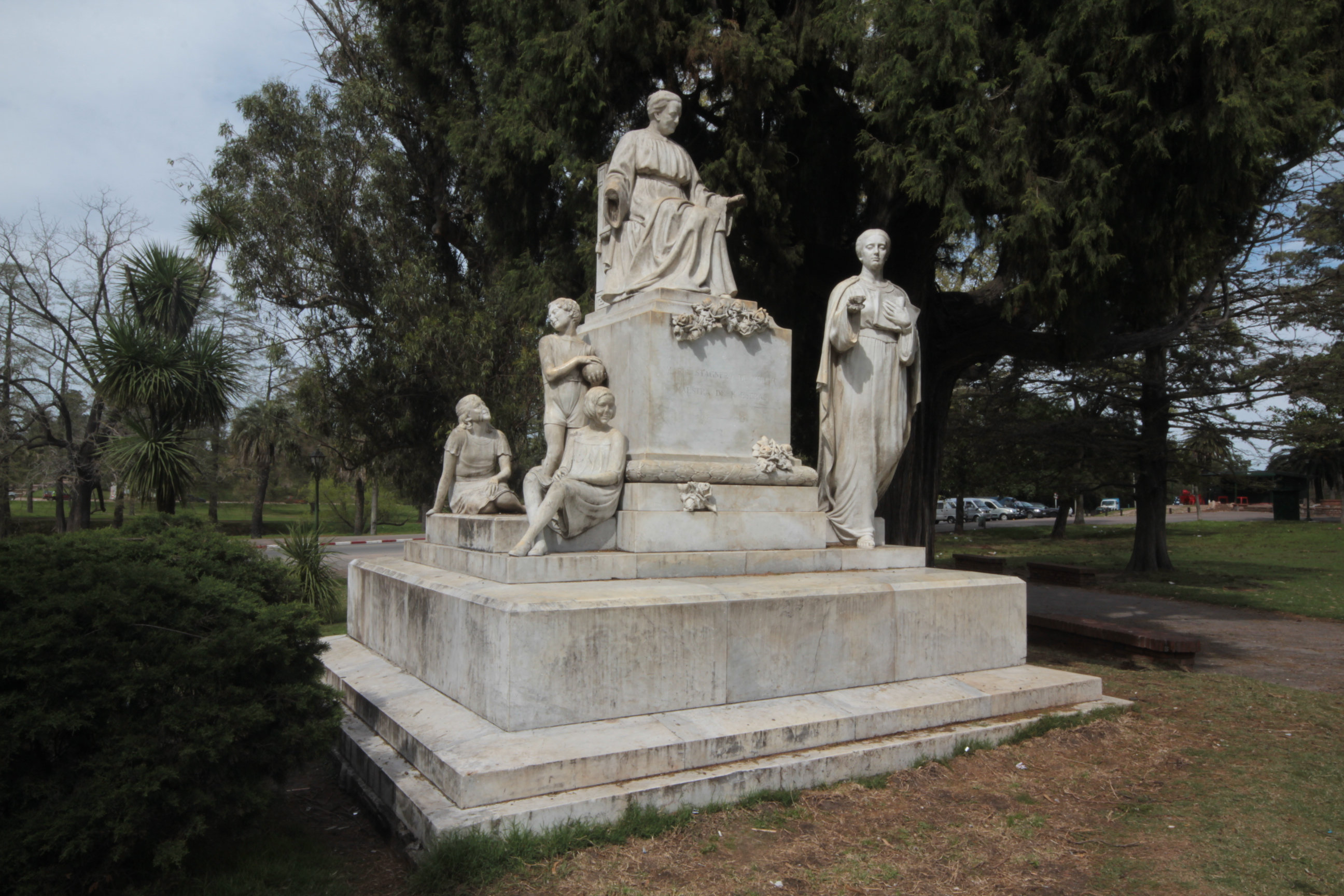
Denkmal zur Erinnerung an Maria Stagnero de Munar

Am 14. März 1929 wurde im Prado in Montevideo ein ihr zu Ehren von Juan D’Aniello geschaffenes Denkmal enthüllt. Die Kinderbibliothek im Castillo del Parque Rodó in Montevideo und eine Straße in der Ciudad de la Costa in Montevideo wurden nach ihr benannt.